# フレヴィッツの定理
数学において、フレヴィッチの定理（英: Hurewicz theorem）は、代数的位相幾何学の基本的結果であり、フレヴィッチ準同型と呼ばれる写像を通して、ホモトピー論とホモロジー論を結びつけるものである。定理の名前は、ヴィトルド・フレヴィッチ (Witold Hurewicz) に因んでいて、アンリ・ポアンカレ (Henri Poincaré) による以前の結果を一般化した定理である。

## 定理の主張
フレヴィッチの定理は、ホモトピー群とホモロジー群を結びつける重要な定理である。

### 絶対的なバージョン
任意の位相空間 X と正の整数 k に対し、k 次ホモトピー群から k 次（整数係数）ホモロジー群への、フレヴィッチ準同型 (Hurewicz homomorphism) と呼ばれる群準同型
{\displaystyle h_{\ast }\colon \pi _{k}(X)\to H_{k}(X)\,\!}
が存在する。k = 1 と弧状連結な X に対して、フレヴィッツの定理は、標準的なアーベル化写像
{\displaystyle h_{\ast }\colon \,\pi _{1}(X)\to \pi _{1}(X)/[\pi _{1}(X),\pi _{1}(X)]\,\!}
と同値となる。
フレヴィッツの定理は、X が (n − 1)-連結であれば、フレヴィッツ準同型写像は n ≥ 2 のときすべての k ≤ n に対し同型となり、n = 1 のときアーベル化となる、というものである。特に、フレヴィッツの定理は、第一ホモトピー群（基本群）のアーベル化が第一ホモロジー群
{\displaystyle H_{1}(X)\cong \pi _{1}(X)/[\pi _{1}(X),\pi _{1}(X)]\,\!}
に同型であることを言っている。従って、X が弧状連結で、π1(X) が完全であれば、第一ホモロジー群が 0 となる。
さらに、n ≥ 2 に対し、X が (n − 1)-連結のときはいつも、フレヴィッツ準同型写像は {\displaystyle \pi _{n+1}(X)} から {\displaystyle H_{n+1}(X)} への全射である。
群の準同型は、標準的な生成子 {\displaystyle u_{n}\in H_{n}(S^{n})} を選び、写像 {\displaystyle f\in \pi _{n}(X)} のホモトピー類を {\displaystyle f_{*}(u_{n})\in H_{n}(X)} に写すことにより得られる。

### 相対的なバージョン
位相空間対 (X, A) と整数 k > 1 に対し、相対ホモトピー群から相対ホモロジー群への準同型
{\displaystyle h_{\ast }\colon \pi _{k}(X,A)\to H_{k}(X,A)\,\!}
が存在する。相対フレヴィッツの定理は、X と A が連結であり、対 (X, A) が (n − 1)-連結であれば、k < n に対し、Hk(X,A) = 0 であり、Hn(X, A) は πn(X, A) から π1(A) への作用で割ることで得られるという定理である。このことは、Whitehead (1978) では帰納法により証明され、絶対バージョンとホモトピー加法補題と証明された。
この相対的フレヴィッツの定理は、Brown & Higgins (1981)において、射
{\displaystyle \pi _{n}(X,A)\to \pi _{n}(X\cup CA)\,\!.}
に関するステートメントとして再定式化された。
このステートメントは、ホモトピー切除定理(homotopical excision theorem)の特別な場合であり、n > 2 に対し誘導加群（ n = 2 に対しては、接合加群(crossed module)）を意味し、相対ホモトピー群の高次ホモトピーのファン・カンペンの定理(van Kampen theorem)から導かれる。証明は 3次のホモトピー亜群のテクニックの発展を必要とした。

### 単体の集合のバージョン
位相空間についてのフレヴィッツの定理は、n-連結なカンの条件を満す単体的集合(simplicial set)についての成立するとする定理である。

### 有理フレヴィッツ定理
有理フレヴィッツ定理(Rational Hurewicz theorem)： {\displaystyle i\leq r} に対し {\displaystyle \pi _{i}(X)\otimes \mathbb {Q} =0} であるような X を単連結な位相空間とすると、 フレヴィッツ写像
{\displaystyle h\otimes \mathbb {Q} :\pi _{i}(X)\otimes \mathbb {Q} \longrightarrow H_{i}(X;\mathbb {Q} )}
は、{\displaystyle 1\leq i\leq 2r} に対して同型を、{\displaystyle i=2r+1} に対しては全射を引き起す。